# ホリンゴル県
ホリンゴル県（ホリンゴルけん、モンゴル語：ᠬᠣᠷᠢᠨᠭᠡᠷ
ᠰᠢᠶᠠᠨ　 Qoringer siyan）は、中華人民共和国内モンゴル自治区フフホト市に位置する県。

## 歴史
ホリンゴル県の歴史は古く、秦代には雲中郡、後漢には定襄郡が設けられていた。386年に北魏の時代は都が置かれ盛楽と称されていた。現在でも盛楽経済区の西側には遺溝が残されている。
その後も歴代王朝がここに県を設け、市内各所に遺跡を散見することが出来る。

## 経済
元来貧弱な農業のため経済発展は妨げられていた。2000年以後、企業の組織化を図り、全農民の1/3が従事する乳業を初め、羊肉、ジャガイモ、沙棘などの食品産業を特色とする。
また近年は外部からの投資を呼び込み工業化も推し進められている。

## 行政区画
- 鎮:城関鎮、盛楽鎮、新店子鎮、巧什営鎮
- 郷:舎必崖郷、大紅城郷、羊群溝郷、黒老夭郷